# 苗田未来
苗田 未来（なえだ みく、1991年9月25日 - ）は愛媛県出身の元バスケットボール選手である。ニックネームは「ミク」。ポジションはガードフォワード。弟はバスケットボール選手の苗田剛汰。

## 来歴
松山市立伊台小学校でバスケを始め、松山市立旭中学校を経て、聖カタリナ女子高校に進み全国大会に出場。
高校卒業後、シャンソン化粧品に入社。2013年引退。

## 経歴
- 聖カタリナ高 - シャンソン化粧品（2010年〜2013年）